# Ficus cataractorum
Ficus cataractorum là một loài thực vật có hoa trong họ Moraceae. Loài này được Vieill. ex Bureau mô tả khoa học đầu tiên năm 1872.